# Rüdiger Faul
Rüdiger Faul (Stetten im Remstal, 22 de novembro de 1948) é um engenheiro mecânico alemãoi.
Após completar seus estudos na Universidade de Stuttgart, é desde 1977 engenheiro de aerodinâmica da Daimler-Benz. Paralelamente trabalhou de 1981 a 1986 para a Sauber Motorsport AG.